# Beauftragter der Bundesregierung für Menschenrechtspolitik und humanitäre Hilfe
Der Beauftragte der Bundesregierung für Menschenrechtspolitik und humanitäre Hilfe  im Auswärtigen Amt (inoffiziell auch Menschenrechtsbeauftragter genannt) ist Ansprechpartner  der Bundesregierung in Fragen der Menschenrechte und der humanitären Hilfe. Er ist im Auswärtigen Amt angesiedelt, diesem aber nicht untergeordnet. Der Beauftragte ist laut Bundesregierung in seiner Tätigkeit unabhängig, kann aber auch keine Weisungen gegenüber anderen Behörden erteilen. Seit dem 28. Mai 2025 hat Lars Castellucci (SPD) das Amt inne. 
Zu den Aufgaben des Menschenrechtsbeauftragten gehört es, die politischen Entwicklungen in seinem Tätigkeitsbereich zu verfolgen und dem Bundesminister des Auswärtigen Vorschläge zur Gestaltung der deutschen Politik zu machen. Im Rahmen dieser Aufgabenstellung hält er in Deutschland Verbindung zu den anderen Bundesressorts, den Bundestagsfraktionen, den Bundesländern, dem Koordinierungsausschuss Humanitäre Hilfe, den Mittlerorganisationen, politischen wie privaten Stiftungen, gesellschaftlichen Gruppen und anderen Institutionen, die sich mit Fragen der Menschenrechte und der Humanitären Hilfe befassen. Daneben stellt er die Politik der Bundesregierung in seinem Aufgabengebiet öffentlichkeitswirksam nach außen dar. Der Beauftragte unterhält ferner die internationalen Kontakte, die für seine Tätigkeit erforderlich erscheinen, und nimmt auch an internationalen Konferenzen in seinem Tätigkeitsbereich teil.
2007 wurde seitens Amnesty International kritisiert, dass es dem Posten an Rang und Kompetenz fehle und der Menschenrechtsbeauftragte lediglich „folgenlose Rhetorik“ betreibe.

## Geschichte
Das Amt wurde 1998 eingerichtet, als es einen Regierungswechsel gab und die erste rot-grüne Regierung auf Bundesebene ins Amt kam. In dieser rot-grünen Ära (sie währte von 1998 bis 2005) war Gerhard Schröder (SPD) Bundeskanzler und Joschka Fischer (Grüne) Außenminister. 
1998 trat der ehemalige DDR-Bürgerrechtler Gerd Poppe (Grüne) als Erster das Amt an.
2003 folgte ihm Claudia Roth (Grüne), von Januar 2005 bis Februar 2006 hatte Tom Koenigs (Grüne) das Amt inne. Dann (seit Herbst 2005 gab es eine schwarz-rote Koalition unter Bundeskanzlerin Angela Merkel) wurde der Ex-Bürgerrechtler Günter Nooke (CDU) Menschenrechtsbeauftragter; zu dieser Zeit war Frank-Walter Steinmeier (SPD) Außenminister. 
Die vier versahen ihr Amt sehr unterschiedlich. 
Zum April 2010 trat Markus Löning (FDP) das Amt an. Löning war bei seinem Amtsantritt relativ unbekannt und hatte wenig Erfahrung in der Menschenrechtspolitik. 
Die TAZ schrieb 19 Monate nach seinem Amtsantritt: 

„Löning wirft heute niemand mehr vor, er säße einen lukrativen Regierungsjob aus. Alte Wegbegleiter und neue Beobachter sind sich einig: Der gebürtige Emsländer ist ein verbindlicher, aufmerksamer Gesprächspartner ohne Allüren. Einer, dem es um die Sache geht und nicht um sich. […] Löning muss und will sich nicht nach polittaktischem Kalkül richten: Er kann die Vollstreckung von Todesstrafen in den USA oder China kritisieren, ohne auf Folgen für die Handelsbeziehungen achten zu müssen. Der Nachteil: Weil ihm handfeste Druckmittel fehlen, bleiben seine Mahnungen ohne spürbare Folgen. Der Beauftragte ist mittendrin und doch nur dabei.“

In dieser Zeit reiste Löning unter anderem nach China, Argentinien, Tunesien, Ägypten, Aserbaidschan, in die USA und die Türkei, nach Pakistan (August 2010 / Überschwemmungskatastrophe in Pakistan 2010), zur EU-Zentrale in Brüssel und in viele Hauptstädte der EU-Staaten.
Er fordert einen EU-Repräsentanten für Menschenrechte. Dieser Posten wurde am 25. Juli 2012 mit dem Griechen Stavros Lambrinidis besetzt.
Seit Januar 2014 bekleidete Christoph Strässer (SPD) das Amt. Er trat zu Ende Februar 2016 zurück. Seine Nachfolgerin war Bärbel Kofler (SPD), ihr Amtsantritt war am 1. März 2016. Kofler wurde am 5. Januar 2022 von Luise Amtsberg (Bündnis 90/Die Grünen) abgelöst. Am 28. Mai 2025 übernahm Lars Castellucci (SPD) das Amt.